# An Châu, An Giang
An Châu là xã thuộc tỉnh An Giang, Việt Nam.

## Lịch sử
Thị trấn An Châu được thành lập vào ngày 25 tháng 4 năm 1979 trên cơ sở ấp Hòa Long, ấp Hòa Phú của xã Hòa Bình Thạnh, một phần ấp Bình Phú của xã Bình Hòa, một phần ấp Bình Thạnh (Xép Bà Lý trở lên phía bắc) của phường Bình Đức, thị xã Long Xuyên.
Ngày 29 tháng 4 năm 2022, Bộ Xây dựng ban hành Quyết định số 352/QĐ-BXD về việc công nhận thị trấn An Châu mở rộng (bao gồm thị trấn An Châu và xã Bình Hòa) là đô thị loại IV.
Ngày 12 tháng 6 năm 2025, Ủy ban Thường vụ Quốc hội ban hành Nghị quyết số 1654/NQ-UBTVQH15 về việc sắp xếp các đơn vị hành chính cấp xã của tỉnh An Giang. Theo đó, toàn bộ diện tích tự nhiên, quy mô dân số của thị trấn An Châu, xã Hòa Bình Thạnh và xã Vĩnh Thành thành xã mới có tên gọi là xã An Châu.

## Hình ảnh

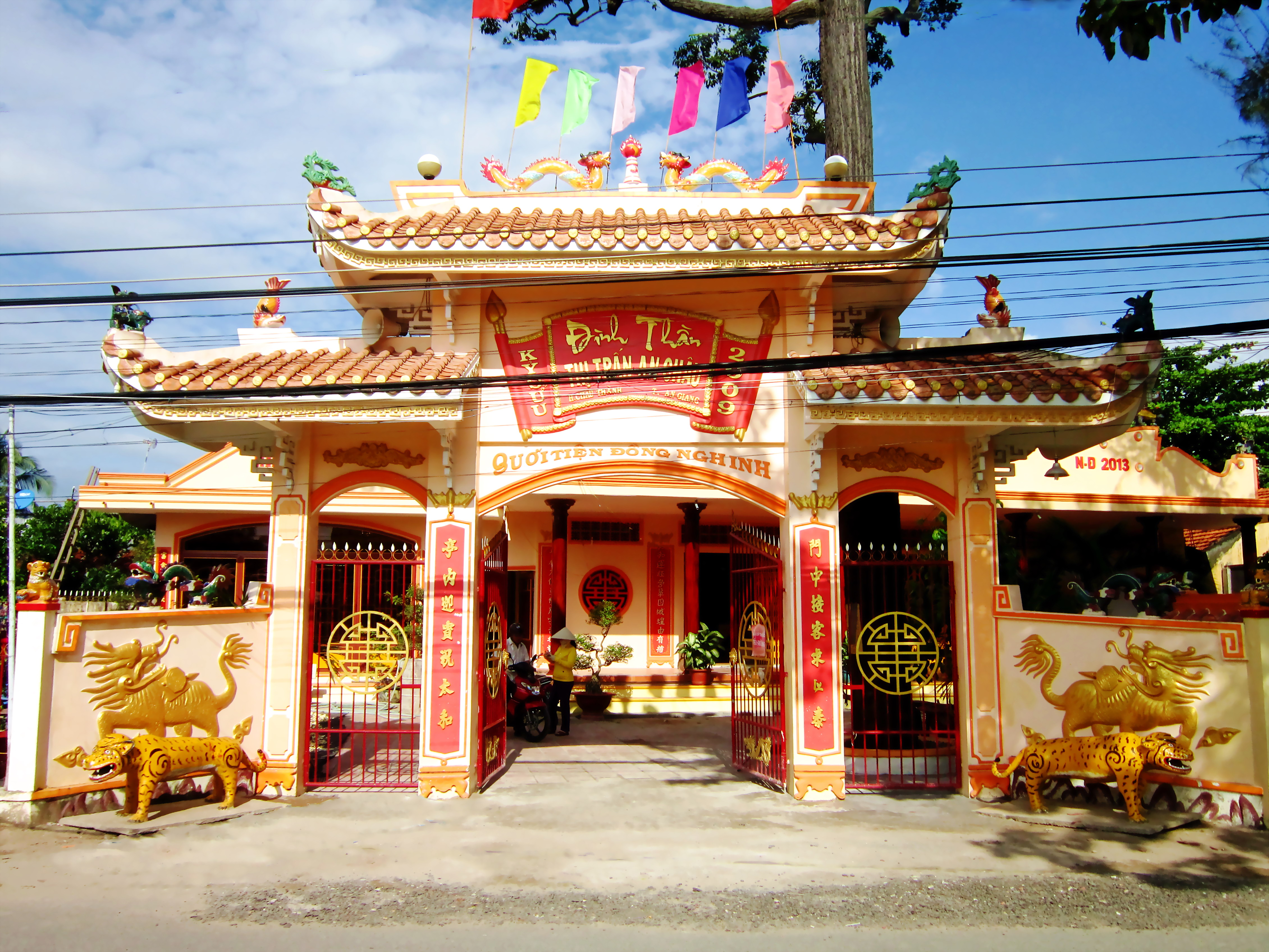
Đình thần An Châu.
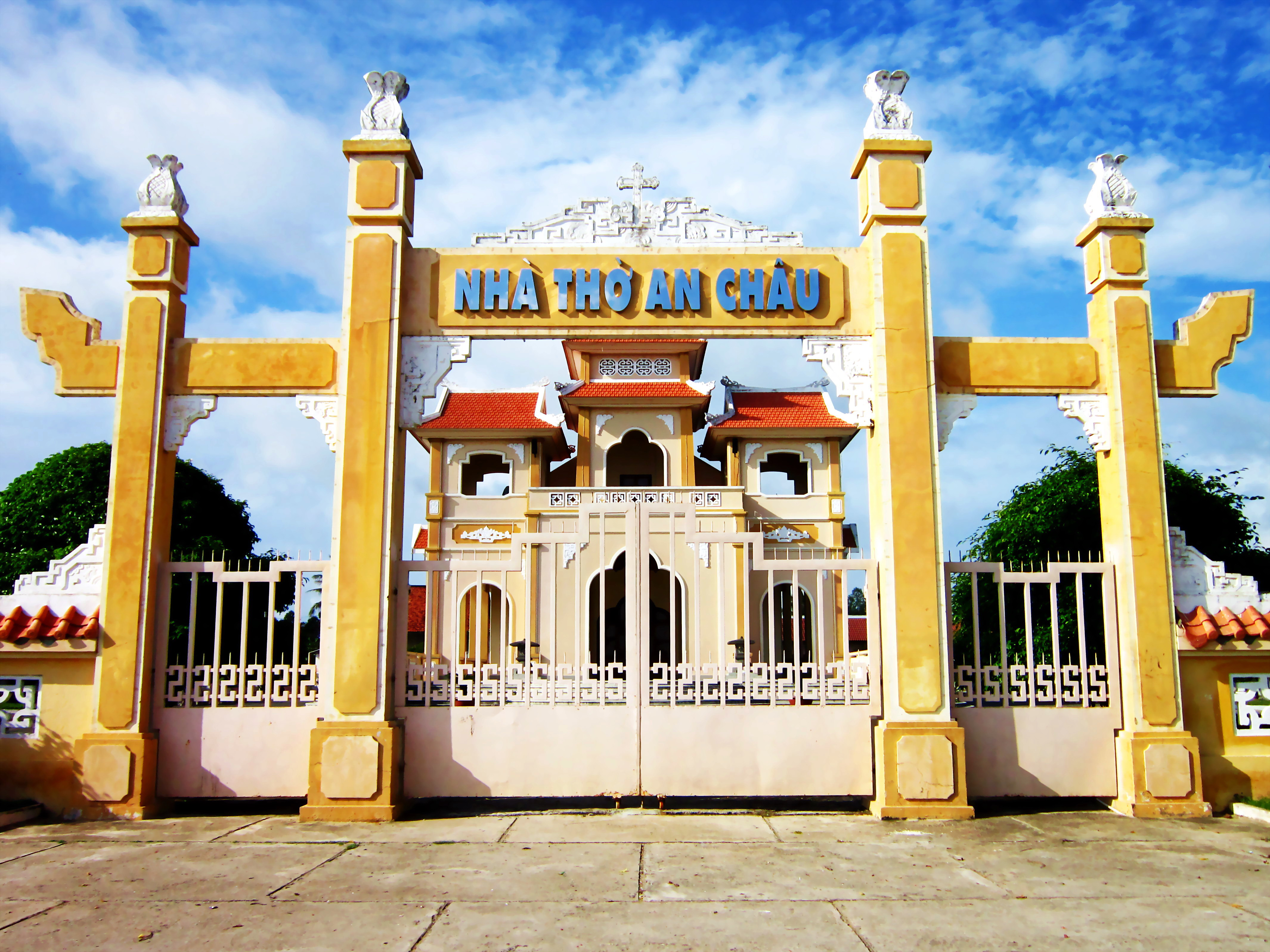
Nhà thờ An Châu.
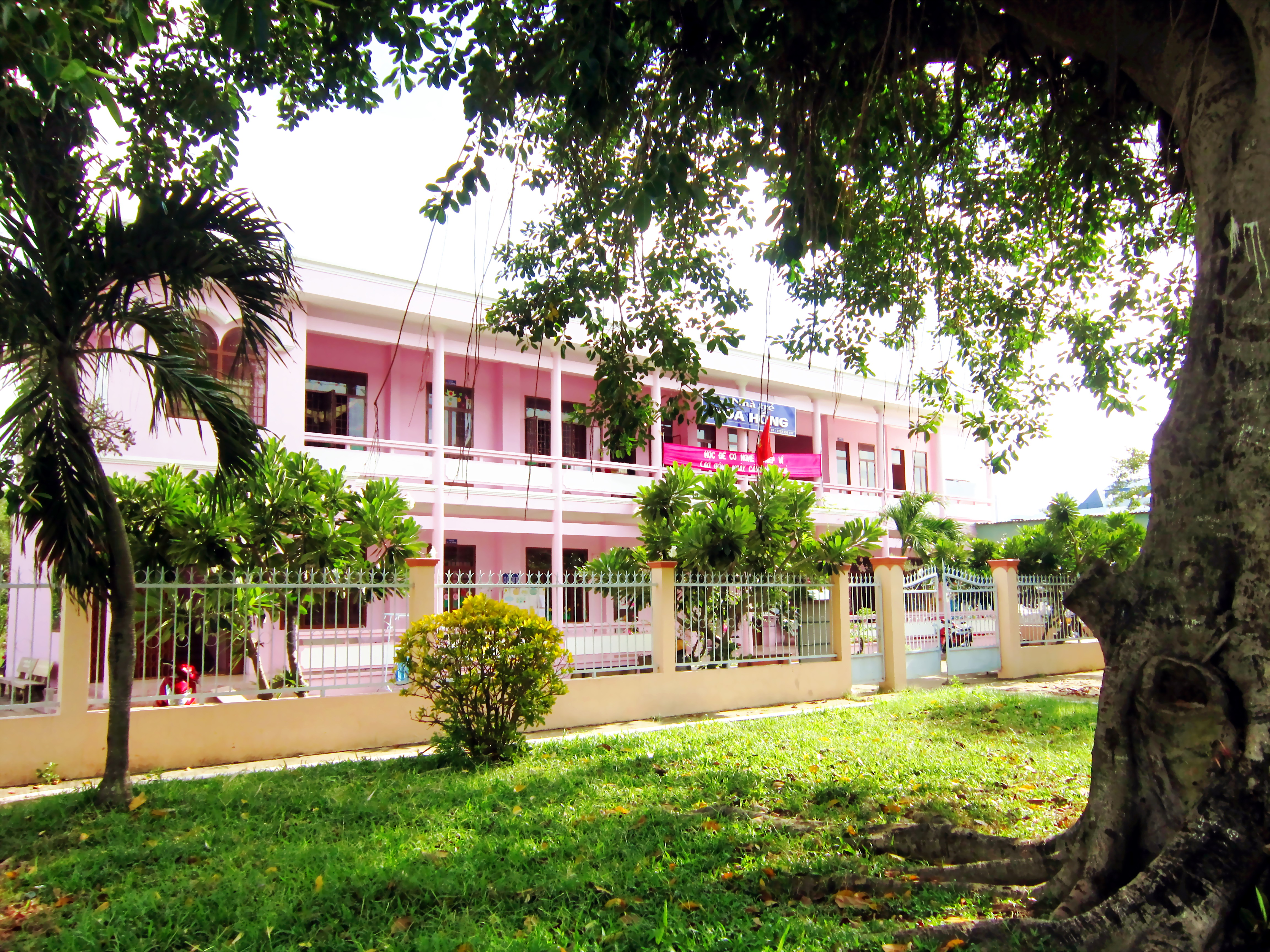
Một nhà trẻ ở thị trấn An Châu.
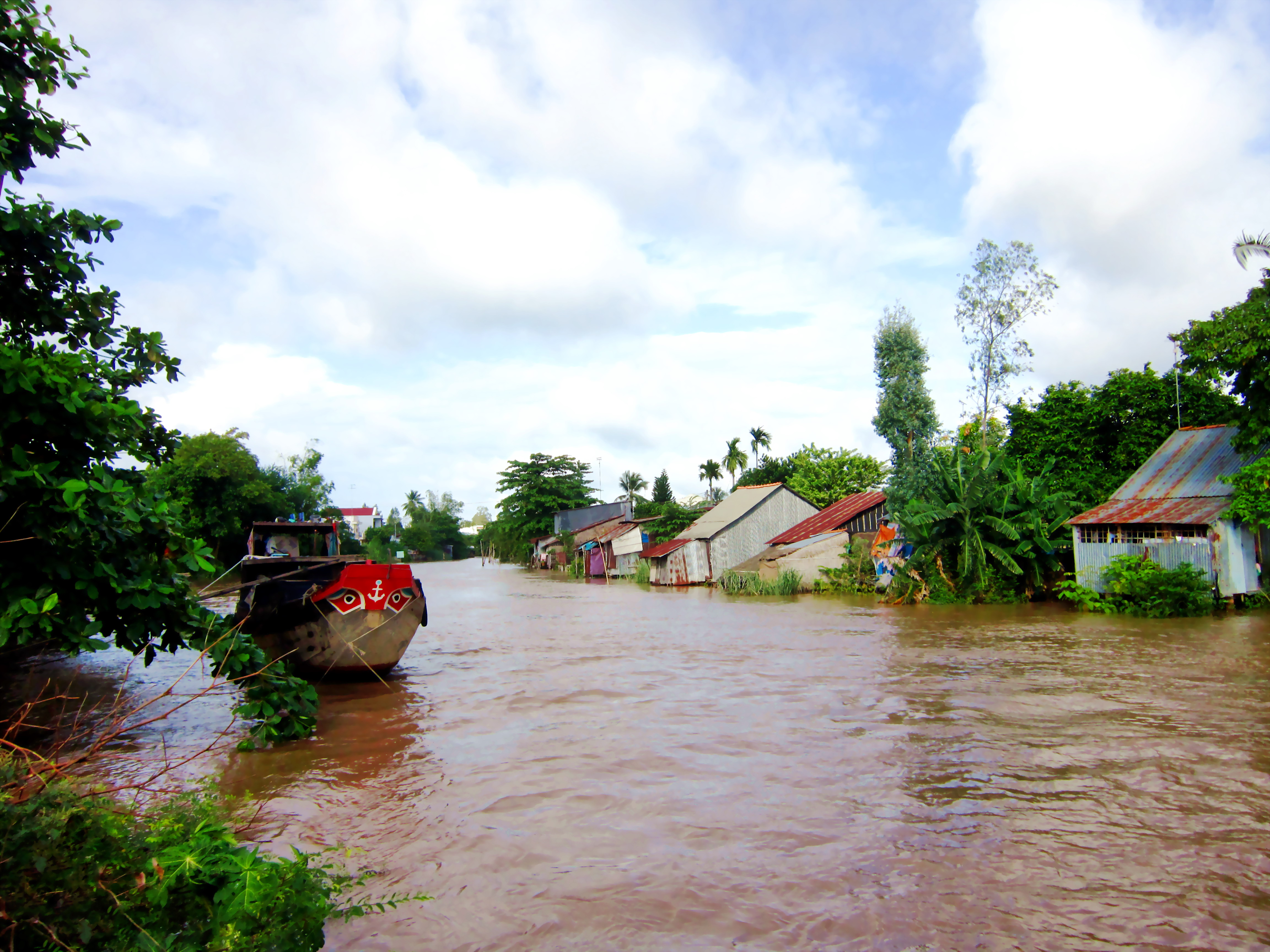
Con rạch nhỏ chảy trong thị trấn.
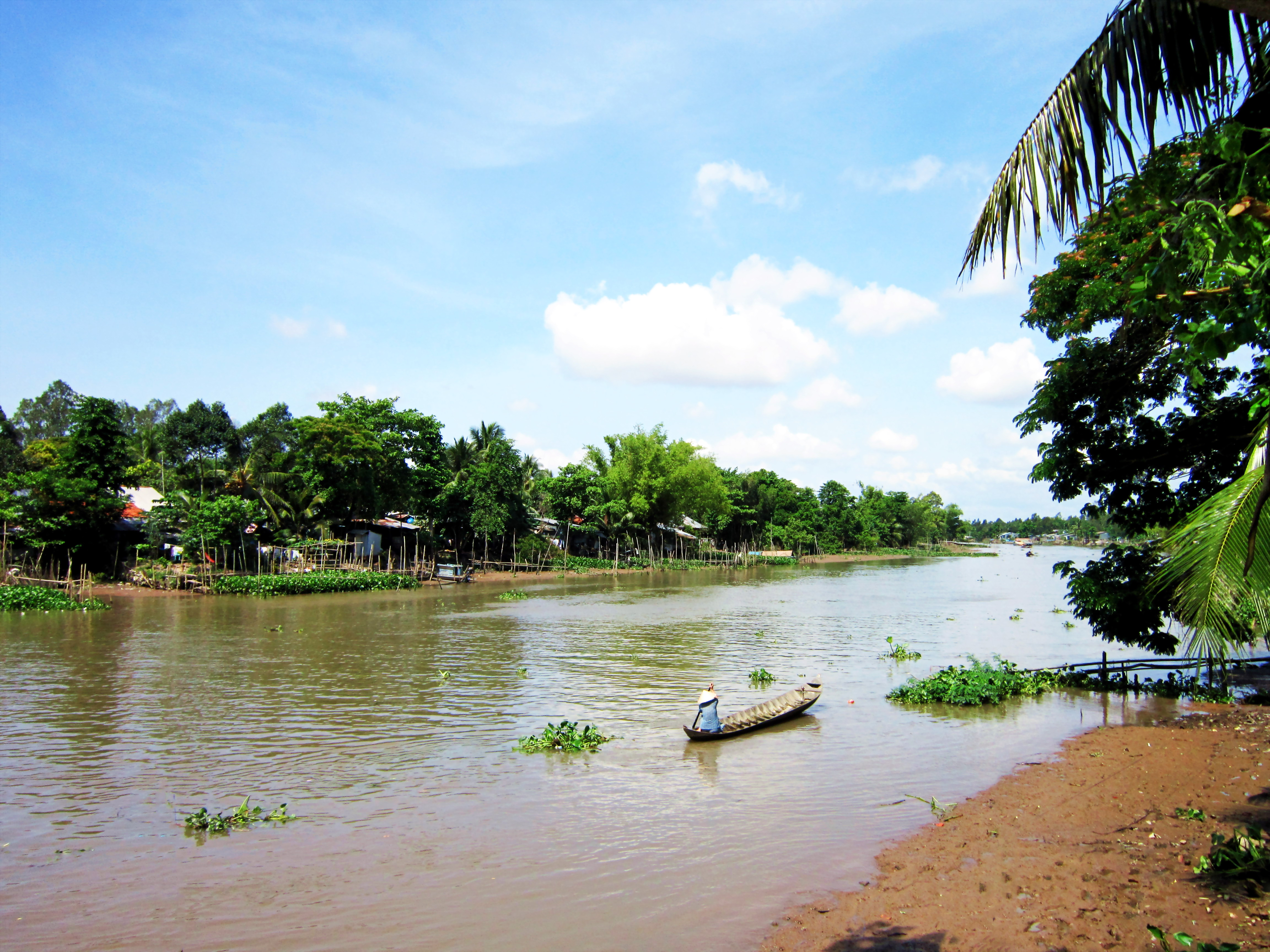
Sông Long Xuyên đoạn chảy qua xã